# Lanová dráha Janské Lázně – Černá hora
Lanová dráha Janské Lázně – Černá hora je gondolová lanová dráha z roku 2006. Vlastníkem a provozovatelem této lanovky a její předchůdkyně je od roku 1996 firma MEGA PLUS s. r. o., předtím dráhu vlastnily České dráhy a původně Československé státní dráhy (ČSD). Druhá lanovka byla kyvadlová kabinová a jezdila zde od roku 1928, třetí, již gondolová, od roku 1980, nynější lanovka je tak již historicky čtvrtá v pořadí. Historicky první lanová dráha na Černou horu byla drahou nákladní a vojenskou.

## První lanovka (vojenská nákladní)
První visutou lanovou drahou, která byla na Černou horu vybudována, byla pomocná nákladní lanovka určená k dopravě stavebního materiálu a podpěr pro chystanou lanovku osobní. Vybudoval ji pod velením škpt. Josefa Klicpery pardubický 1. železniční pluk. Sloužila od začátku srpna 1927 do 27. 10. 1928. Konec provozu nastal pouhé čtyři dny před spuštěním nové lanovky osobní. Poté byla demontována a vrácena do Pardubic. Jednalo se o dvoulanový typ vyrobený firmou Bleichert v Německu.

## Druhá lanovka (kabinová)

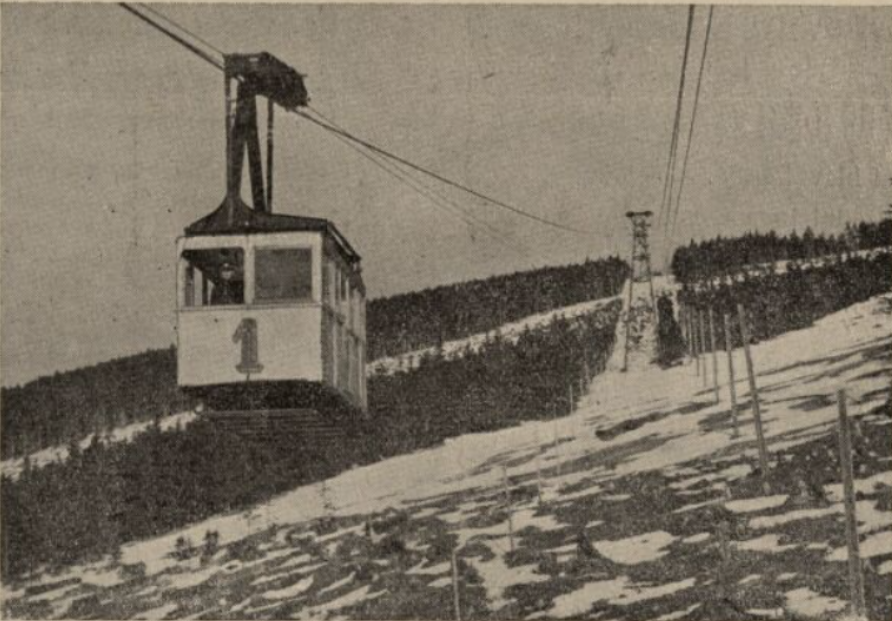
Druhá lanovka v roce 1934

První visutá lanová dráha pro přepravu osob v ČSR vedla z centra Janských Lázní na Černou horu. S celkovou délkou 3 174 m a převýšením 644 m byla jednou z nejdelších ve střední Evropě a v době svého zániku nejstarší provozuschopnou lanovkou bez rekonstrukce na světě. Provoz zahájila 31. října 1928 po 15 měsících stavby.

Projekt a konstrukci zajistila strojírna Františka Wiesnera z Chrudimi (po znárodnění v roce 1948 podnik Transporta). Stavbu provedla brněnská pobočka firmy Wayss a Freytag z Frankfurtu nad Mohanem. Na stavbě průměrně pracovalo 105 lidí za jakéhokoliv počasí. Dokonce i betonování patek podpěr bylo přerušeno až při −18 °C, při vyšších teplotách bylo využíváno topení, pomocí kterého se zahřívaly přístřešky, pod kterými byly tyto patky.

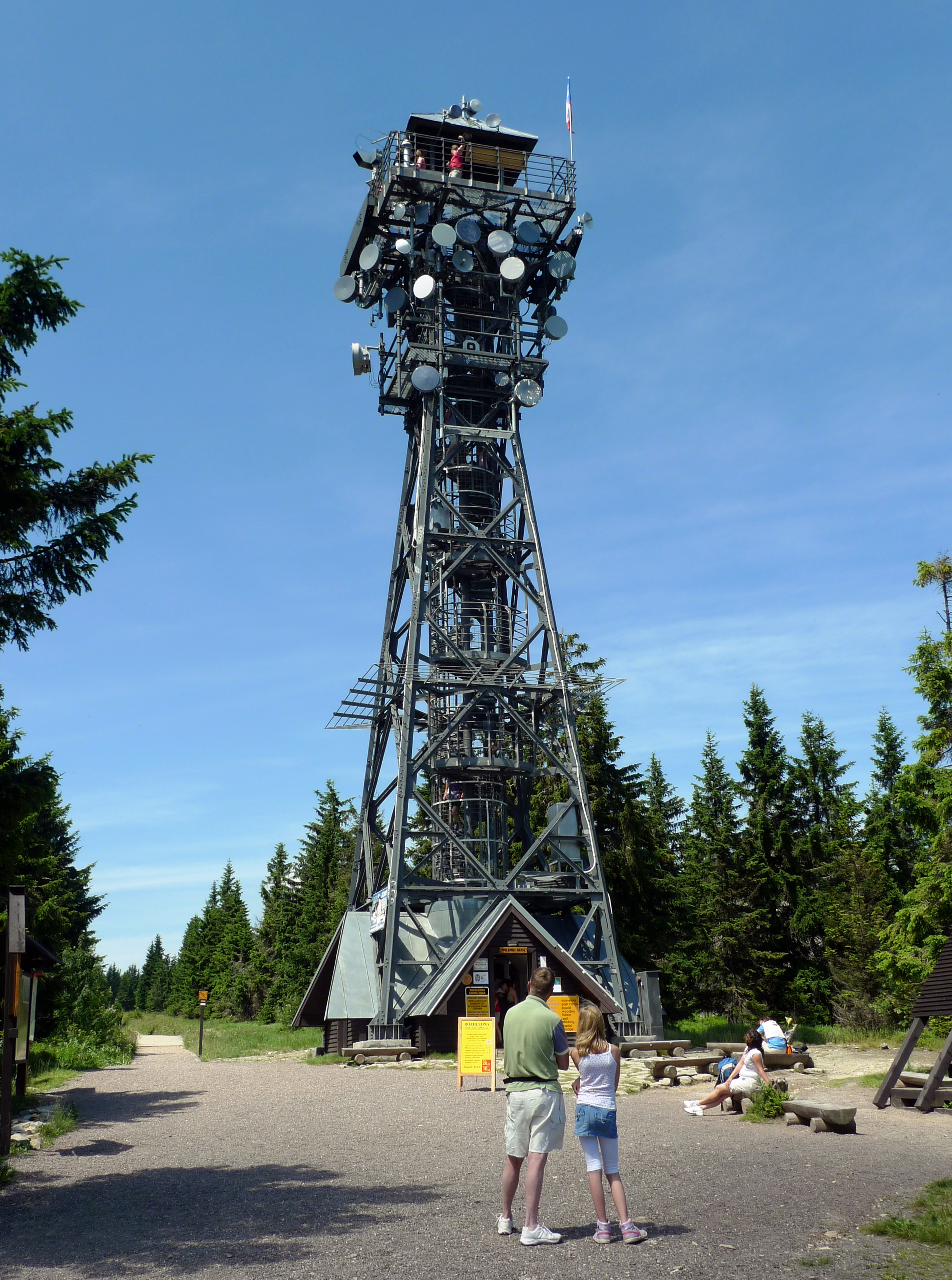
Zachovaná podpěra druhé lanovky slouží jako rozhledna

Kyvadlová soustava se dvěma kabinami pro třicet cestujících přepravila za hodinu v jednom směru 120 osob. V budově horní stanice byl umístěn pohon a strojovna lanové dráhy, v dolní stanici napínací zařízení lan. Doba jízdy byla 15 minut.
Provozovatelem byly od počátku Československé státní dráhy. Vzhledem k finančním problémům se v roce 1931 uvažovalo o uzavření lanové dráhy, k tomu však nedošlo. Po záboru pohraničí Německem provozovala lanovku soukromá firma, která ji obdržela od říšských drah. Po válce byla lanovka zabavena a předána zpět ČSD.
O výstavbě nové lanovky v odlišné trase bylo rozhodnuto v 60. letech, kdy již byla prvorepubliková dráha zastaralá. Výstavba nové lanové dráhy byla zahájena roku 1976.
Předposlední podpěra (č. 8) na Černé hoře zůstala zachována a od roku 1998 je využívána jako rozhledna Panorama. Dřevěná horní stanice byla naopak zbořena v roce 1987.

## Třetí lanovka (gondolová)
Od 1. března 1980 jezdila nová, gondolová (kabinková) lanovka se čtyřmístnými kabinkami v odlišné trase, dolní stanice se od té doby nachází dále od centra Janských Lázní. Délka lanové dráhy byla 2303 m s výškovým rozdílem 566 m, na trati bylo vystavěno 11 podpěr, jízdní doba byla 12,8 minut, přepravní kapacita jedním směrem 400 osob. Stejně jako u první lanovky byly strojovna a pohon lanové dráhy umístěny v horní stanici, napínací zařízení lan v dolní stanici.
V roce 1992 proběhla částečná rekonstrukce lanové dráhy, původní kabinky byly nahrazeny novými od firmy Swoboda, na obou stanicích byly instalovány automatické posuny kabin firmou Girak, došlo ke zvýšení kapacity na 580 osob za hodinu a zvýšení přepravní rychlosti na 3,6 m/s (doba jízdy 10,4 min). V roce 1996 proběhla privatizace lanové dráhy, od 1. července tohoto roku je majitelem i provozovatelem lanovky společnost MEGA PLUS s. r. o. Roku 2000 došlo k rekonstrukci elektrické části lanovky. Provoz třetí lanové dráhy byl ukončen 17. dubna 2006, následující den začaly demoliční práce.

## Čtvrtá lanovka (gondolová)
Výstavba historicky čtvrté, opět gondolové lanové dráhy z Janských Lázní na Černou horu byla zahájena v dubnu 2006, v provozu je od 12. srpna 2006. Nová lanovka stojí ve stejné trase jako předchozí. Stejná je i délka a převýšení, nová dráha ale používá kapacitnější kabinky pro 8 osob. Na trati bylo vystavěno 14 podpěr, dolní i horní stanice je umístěna v dosavadních objektech. Došlo k výraznému zvýšení přepravní rychlosti na 6 m/s, tzn. vzdálenost 2307 m urazí kabinka za 7,4 minut. Přepravní kapacita se zvýšila téměř na trojnásobek – tj. 1500 osob jedním směrem – a v budoucnu se předpokládá její další zvýšení. Dodavatelem technologie lanovky byla rakouská firma Doppelmayr. Tato lanová dráha je jediná osmimístná lanová dráha v České republice. Je využívána lyžaři v rámci střediska SkiResort Černá hora a také sáňkaři na Černohorské sáňkařské cestě.

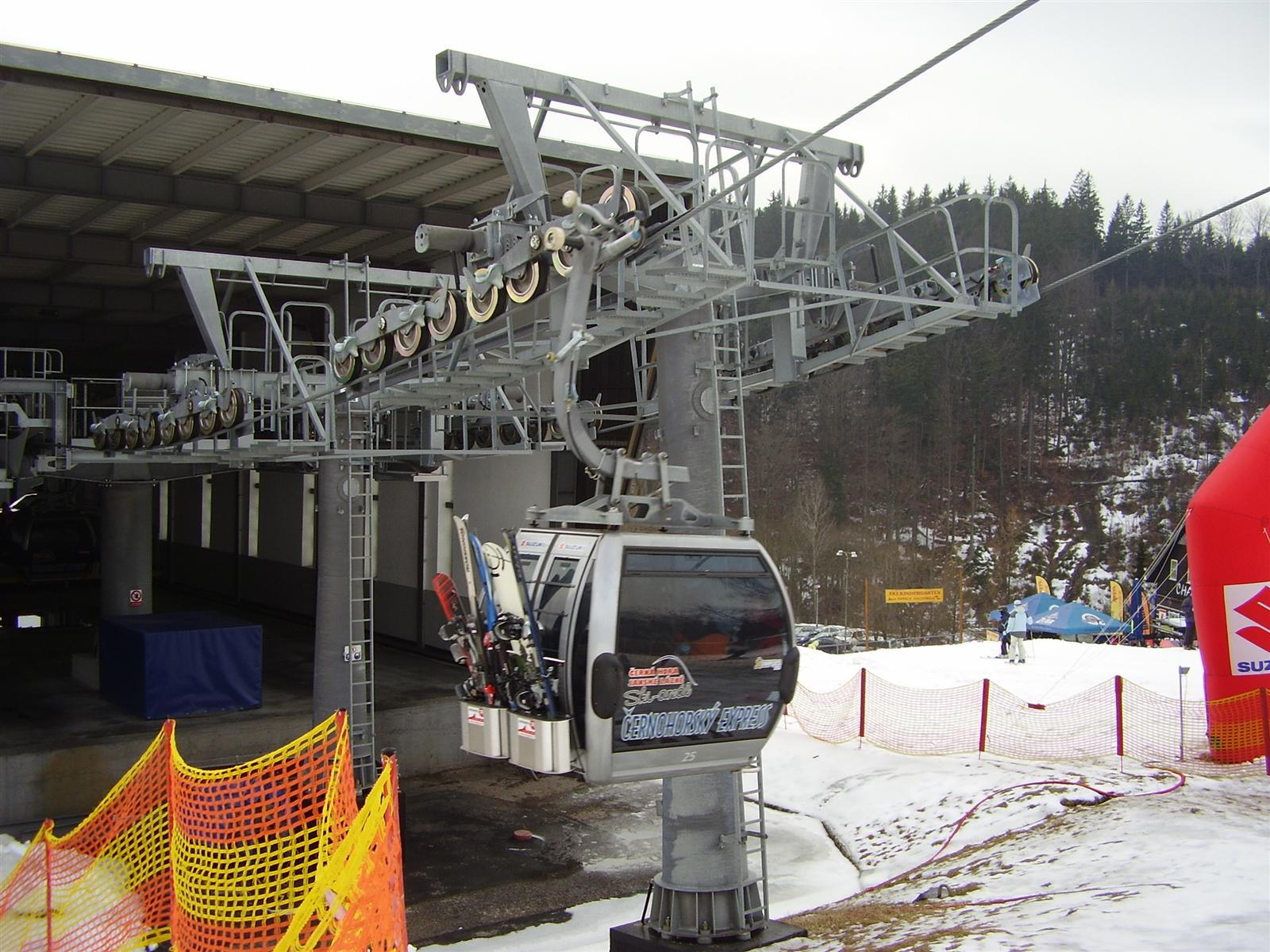
Kabina lanové dráhy opouští dolní stanici
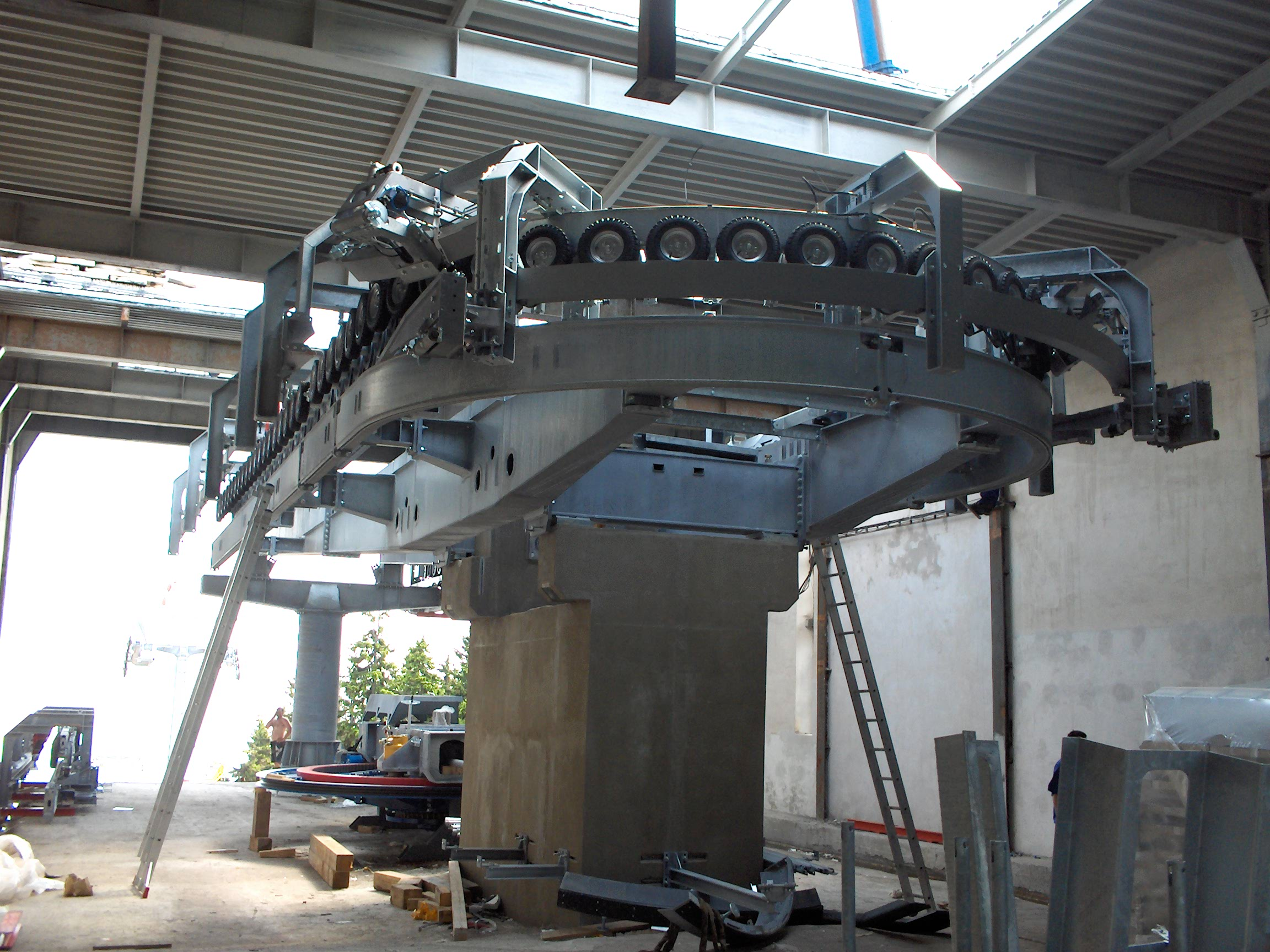
Horní stanice – stavba nové lanovky
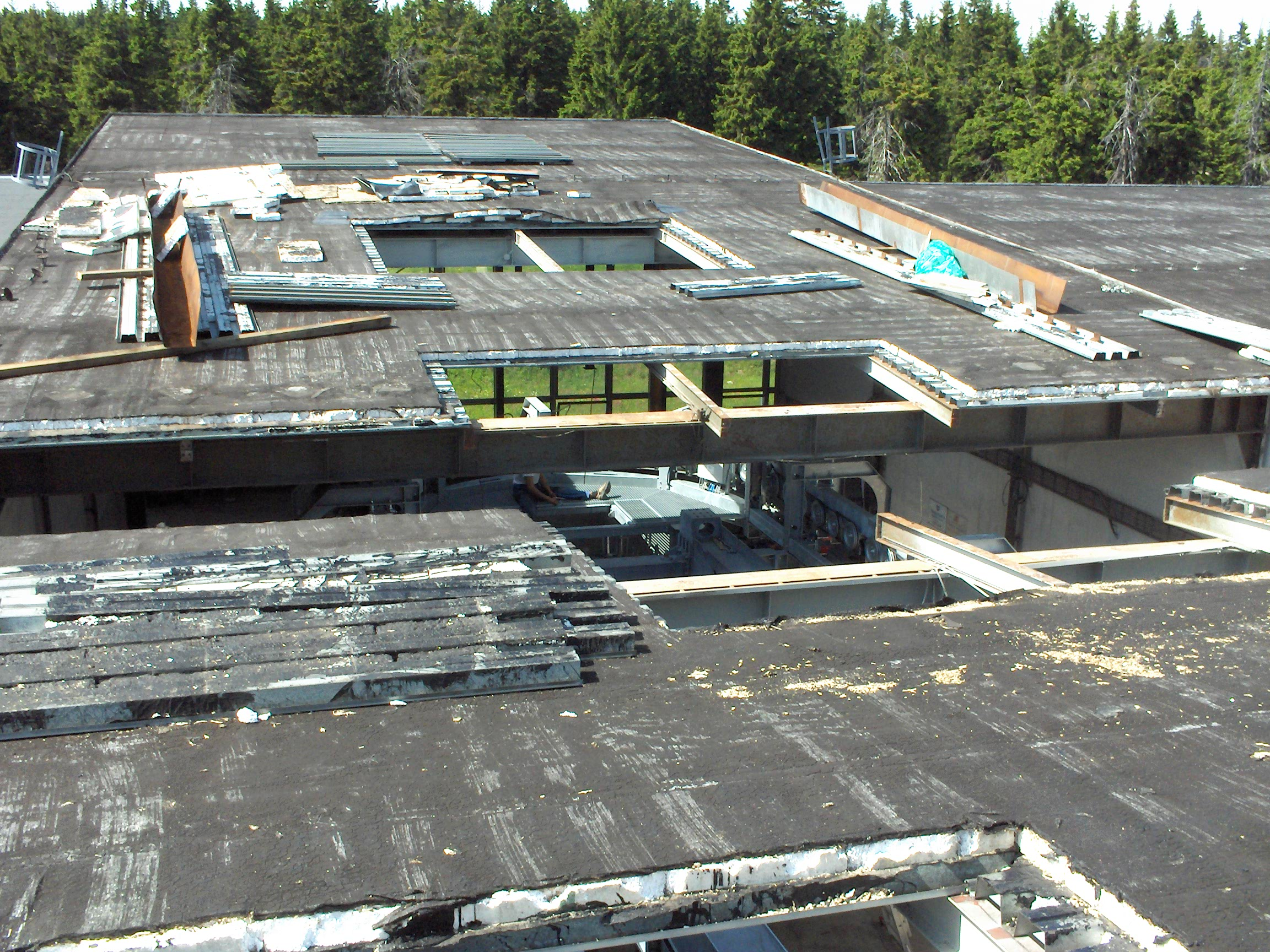
Pro účely stavby bylo nutné střechu na několika místech rozřezat
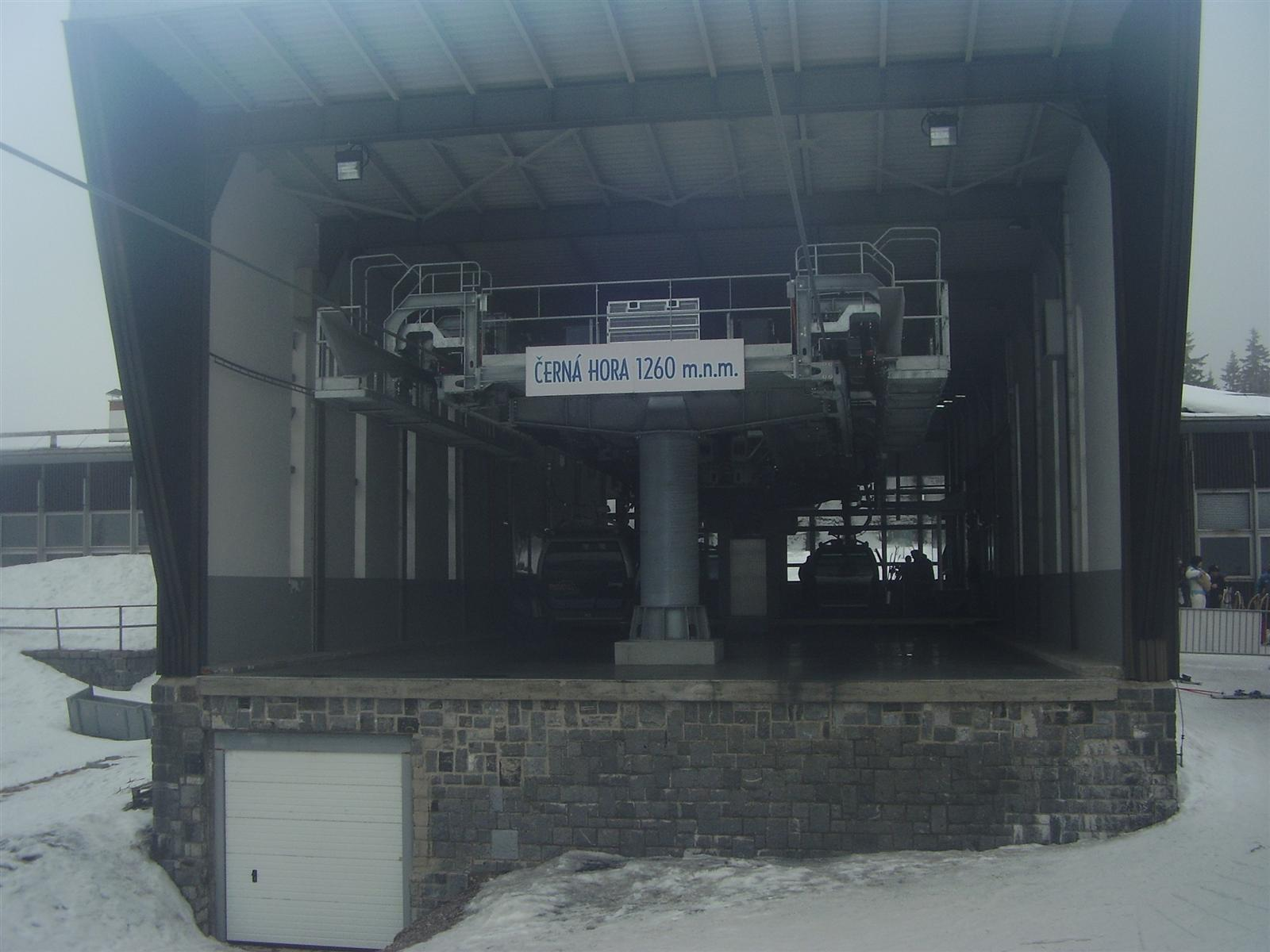
Horní stanice lanovky Černá hora